# BY Draconis
BY Draconis (BY Dra / HD 234677 / GJ 719) es una estrella variable en la constelación de Draco de magnitud aparente media +8,07. Se encuentra a 53,6 años luz de la Tierra.
BY Draconis es un sistema estelar con al menos tres componentes. BY Draconis A y BY Draconis B forman una binaria cercana con un período orbital de sólo 5,98 días. Estos son objetos que aún no han entrado en la secuencia principal y que todavía están colapsando. Sus tipos espectrales individuales son K6Ve y K7Vvar. Forman el prototipo de una clase de las estrellas variables conocidas como variables BY Draconis.
La tercera componente, BY Draconis C, comparativamente se encuentra mucho más separada del par AB; visualmente a una distancia angular de 17 segundos de arco, la separación real es de 260 UA. Es una enana roja de tipo M5. Puede existir una cuarta componente en el sistema orbitando con un período de 114 días, aunque no ha podido ser confirmada visualmente.
La variabilidad de BY Draconis se debe a la actividad en la fotosfera estelar, las llamadas manchas estelares, comparables a las manchas solares del Sol, conjuntamente con la rápida rotación que cambia el ángulo de visión en relación con el observador. Esta variación tiene una periodicidad media de 3,8285 días, pero el brillo también cambia en el transcurso de varios años, dependiendo del nivel de actividad superficial. La mayoría de los observadores creen que la estrella primaria (BY Draconis A) es la responsable de la variabilidad, pues la secundaria apenas contribuye con un tercio a la luminosidad global del sistema. Sin embargo, las manchas pueden tener lugar en ambas estrellas. A diferencia del Sol, estas manchas pueden ocurrir en las regiones polares de las estrellas.